# Io, te, Francesca e Davide
Io, te, Francesca e Davide è un singolo della cantante pop italiana Ambra Angiolini, pubblicato nel 1998 dall'etichetta discografica RTI.
Il brano che dà il titolo al singolo è stato scritto da Riccardo Sinigallia, Ambra Angiolini e Stefano Borzi, che ne ha curato anche la produzione. Ne fu realizzata anche una versione in lingua spagnola, intitolata Tú, yo, Francesca y Davide e inserita nell'edizione spagnola dell'album.
La canzone è stata reinterpretata, con un nuovo arrangiamento, da Syria nel 2017, che ne ha realizzato una cover inserita nel suo album 10 + 10; nel giugno 2017 è stata nuovamente pubblicata come singolo dall'artista, che ha realizzato un'ulteriore versione in duetto con Ambra Angiolini.
Il singolo è stato estratto dal terzo album di inediti dell'artista, Ritmo vitale.

## Tracce
CD
1. Io, te, Francesca e Davide - 3:52